# Absolu (philosophie)
Pour les articles homonymes, voir Absolu.
En philosophie, l'absolu est ce qui existe par soi-même, sans dépendance. Ce qui est absolu n'a besoin d'aucune condition et d'aucune relation pour être. L'absolu ne dépend d'aucune autre chose. L'« absolu » a d'une part pour synonymes « inconditionnel » et « indéterminé », et d'autre part le sens de « parfait », « achevé » et de « totalité ». Substantivé, le mot devient le concept central de l'Idéalisme allemand. Les divergences entre les trois Grands de l'idéalisme (Fichte, Schelling et Hegel), sur l'Absolu et l'organe de connaissance qui s'y rattache, ont été profondes et les points de vue irréconciliables, écrit Xavier Tilliette. Ce dernier commentateur note « les philosophies diffèrent moins par leur « position des problèmes » ou leur Weltanschauung ou leur « intuition fondamentale » que par la conception latente de l'Absolu ». Le problème c'est que la notion d'Absolu dont se réclame chaque penseur, est née à travers une « intuition intellectuelle » qui est difficilement communicable.
Dans une première approche, l'absolu apparaît négativement comme un concept vide ou contradictoire, échappant à toute définition, ainsi que son indétermination le suggère. Toutefois le Moyen Âge a réintroduit cette épithète d'« absolu » en en renversant positivement le sens, pour l'appliquer à Dieu et exclusivement à lui. Ainsi comprise, l'absoluité va caractériser le divin qui, selon Thomas d'Aquin, faisant œuvre de philosophe en reprenant en son sein toutes les déterminations métaphysiques de l'être, l'identifie à l'« Être absolu », « c'est-à-dire l'être de ce qui subsiste par soi et même l'être subsistant par soi ».
Hegel et tous les philosophes appartenant à l'Idéalisme allemand (Fichte, Schelling, Hegel) reprendront, en l'adaptant, cette thématique, affirmant « L'absolu, Esprit ou Moi absolu, va consister en un processus dialectique de négation infini qui porte en lui tout ce qui lui est autre, le fini, le déterminé, le différencié »,.

## L'absolu dans le champ philosophique
Le concept d'« absolu » est une vieille notion de la philosophie. On distinguera les absolus relatifs, et la notion d'« Absolu » en soi, que l'on écrit avec une majuscule, dont la caractéristique est d'intervenir comme fondement à l'ensemble d'un système philosophique. C'est l'Idéalisme allemand avec ses trois grands représentants que sont Hegel, Fichte et Schelling qui fit le plus appel à cette dernière notion au point que selon Xavier Tilliette « les philosophies diffèrent moins par leur « position des problèmes » ou leur Weltanschauung ou leur « intuition fondamentale » que par la conception latente de l'Absolu ».

### Les absolus relatifs
Le concept d'absolu peut renvoyer en philosophie à différents champs d'interrogation philosophique. On peut ainsi évoquer des absolus ontologiques : Dieu, la substance, le système, l'Un c'est-à-dire l'absolu envisagé comme principe premier dont toute chose dérive ; mais aussi moraux (bien absolu, mal absolu, devoir absolu), politiques (pouvoir absolu, monarchie absolue), esthétiques (beau absolu), épistémique (vérité absolue, erreur absolue). Ce sont ces expressions qui correspondent le mieux à cette définition : dans son étymologie le terme d'« absolu » vient de absolutus, qui, en latin, veut dire détaché, délié, séparé, retenu par rien, mais aussi « achevé ». Le mot « absolu » paraît en français vers 1100, avec le sens latin de « parfait ».

#### Un absolu ontologique: la substance selon Aristote
Pour Aristote, la substance est le substrat des autres catégories qui sont ses attributs (quantité, qualité...). Elle est essence et substrat. Elle subsiste par elle-même, elle est séparée et par soi (Métaphysique, Catégories).

#### Un absolu méthodologique chez Descartes (1628)
« J'appelle absolu tout ce qui contient en soi, à l'état pur et simple, la nature sur laquelle porte la question, par exemple tout ce qui est considéré comme indépendant, comme cause, comme simple, universel, un égal, semblable, droit, ou autres choses de ce genre ; et je l'appelle en même temps le plus simple et le plus facile. […] Et le secret de toute la méthode est là : en toutes choses repérer soigneusement ce qui est le plus absolu. Certaines choses, en effet, sont plus absolues que d'autres sous un certain rapport, mais, autrement considérées, elles sont plus relatives. Par exemple, l'universel est plus absolu que le particulier, puisqu'il possède une nature plus simple, mais on peut le dire plus relatif que ce dernier, puisque son existence dépend des individus, etc. De même, certaines choses peuvent être parfois plus absolues que d'autres, sans être encore les plus absolues de toutes. Par exemple, au regard des individus, l'espèce est quelque chose d'absolu. » Ici, « absolu » ne contredit pas le « relatif ». Le mot signifie simple, non divisible, et premier, dont les autres choses dépendent.

#### L'absolu phénoménologique

##### Chez Husserl
Dans les Leçons pour une phénoménologie de la conscience intime du temps de Husserl, l'a priori du temps débouche sur l'idée d'une conscience absolue ayant comme sa propre temporalité absolument indépendante de la temporalité objective. « L'immanence de l'Absolu à lui-même signifie ici qu'avant toute constitution d'un sens, le sens de toute constitution existe et reste en soi-même et en soi seul avec la nudité du fait [...] Il y a une vie de l'Absolu qui est antérieure à la vie de la conscience et constitutive de celle-ci ».

##### Chez Heidegger
C'est en se projetant vers sa fin l' (Être-vers-la-mort), en l'anticipant, dans le dénuement absolu, que le Dasein a quelque chance d'avoir un aperçu sur l'ouverture première qui rend possible toute présence au monde. Ce sujet est constant chez Heidegger qui dès ses premières analyses de l'expérience vécue en 1919, avait assigné à la philosophie la tâche de découvrir la sphère originelle, le lieu indépendant des choses du monde mais qui pourtant « donne à être », c'est ce qu'il pense avoir découvert, à l'époque de Être et Temps dans les thématiques de « l'Être-vers-la-mort » et de la « Résolution ».
Au sens courant, la liberté est perçue comme l'absence de contrainte qui accompagnerait « la conscience d'un pouvoir indéterminé et la capacité d'un commencement absolu ». Jean-François Marquet écrit « le  Dasein (comme être-vers-la-mort) s'éprouve, dans son isolement, comme pure existence ; comme pur «être-Là » ou en allemand pur Dass , comme nudité du Dass (de l'homme) dans le néant du monde ».

#### Un absolu moral chez Kant (1785)
Pour Kant, le devoir est un « absolu ». Kant introduit la notion d'« impératif catégorique ». « Catégorique » signifie « absolu ». Il ordonne d'agir de telle ou telle façon, indépendamment des circonstances et des agents moraux. Cet impératif s'énonce de plusieurs manières dont : « Agis toujours de telle sorte que la maxime de ton action puisse être érigé en loi universelle de la nature. »
Selon Kant le mot d'absolu désigne ce qui est considéré en soi et possède donc une valeur intrinsèque, mais aussi ce qui est valable sous tous les rapports, d'une manière illimitée. Or ces deux sens ne se recouvrent pas toujours. Il opte donc dans son propre travail philosophique pour ce deuxième sens et définit l'absolu comme ce qui est valable sans restriction.

### L'Absolu en soi

#### Première ébauche chez Platon
Pour Platon, le Bien est le terme où s'arrête la pensée. C'est un « principe anhypothétique », c'est-à-dire inconditionné, mais sur lequel l'être et la connaissance se fondent. Dans le Parménide, Platon admet d'abord l'Un absolu au sens de « séparé », un Un supérieur à toute distinction et attribution, au point qu'on ne peut pas même dire qu'il existe ; ensuite, il pose l'Un absolu au sens de « total », un qui est pure multiplicité. Finalement, il semble admettre un Un-Multiple, un principe qui est unité de multiplicités.

#### L'Intellect séparé d'Averroes
Dans son Grand Commentaire au De Anima, livre III, Averroès allie aux doctrines d'Aristote celles de l'École d'Alexandrie sur l'émanation, et il enseigne qu'il existe une intelligence universelle à laquelle tous les hommes participent, que cette intelligence est immortelle, et que les âmes particulières sont périssables. Ce n'est pas moi qui pense, çà pense, le « ça » désigne cet Intellect séparé qui est Dieu, et qui actualise dans mon esprit les formes intelligibles lorsque mon corps perçoit des objets selon Henri de Monvallier, « Entretien avec Alain de Libera : autour de l’Archéologie du sujet.

#### Le Moi absolu de Fichte
Alors que Kant avait admis comme des données de fait, sans les fonder, le système des « catégories », Fichte ambitionne les ramener au sein de la subjectivité, en montrant comment le « moi » les construit décrit Émile Bréhier. « Ceci a lieu par le jeu même de l'opposition entre le « moi » et le « non-moi » ainsi que de l'effort dialectique pour réduire cette opposition ». D'un côté on aura le non-moi qui trouve son fondement dans la manière dont le moi connaissant est affecté. Ce moi affecté c'est le « Je suis » qui correspond au premier principe absolu (certain et infini) qui ne supporte aucune autre détermination que celle d'être identifié à lui-même et qui va être le point de départ de la Doctrine de la Science précise dans son mémoire Francis Proulx.
Or il est nécessaire que le « moi » soit le seul principe de toute réalité et pour cela que le Moi inconditionné se soit posé lui-même. Se posant lui-même ce Moi absolument libre est d'autre part « cause de lui-même ». Ce Moi absolu est en un certain sens « le Moi de chacun », chacun peut en être conscient, s'en assurer. Toutefois ce Moi absolu infini n'est pas celui de la conscience de soi, finie celle-là, mais la condition de possibilité de cette conscience note Francis Proulx. La conscience a un fondement inconscient et ce fondement inconscient de la conscience est celui de la pure activité infinie du « Moi absolu ».
Fichte va être dans une opposition frontale à Schelling, notamment dans sa manière d'intuitionner l'Absolu hors de soi, il faut dit-il « dans sa propre personne être et vivre l'Absolu ».

#### L'Identité chez Schelling
Le monde est unité essentielle et il n'y a pas lieu d'opposer le monde idéal et le monde réel. Humain et nature ne sont que les deux faces d'un seul et même être, l'Un, l'Absolu. C'est du sein de l'Absolu que naissent Nature et esprit, coexistant et se développant parallèlement dans une parfaite identité. Les contradictoires procèdent d'un absolu indifférent à l'objectif et au subjectif, d'une unité indifférenciée. Il ressort que le rythme de la nature est le même que celui de l'Esprit ; c'est cette thèse qui se trouve identifiée sous l'appellation de philosophie de l'Identité qui n'est ni le moi de Fichte, ni Dieu.

#### Le Savoir absolu de Hegel
Pour Hegel, l'Absolu est la totalité concrète, c'est-à-dire médiatisée par l'ensemble du processus systématique qui y conduit (l'Absolu est à la fois le résultat et le processus qui l'engendre). L'absolu est la « sursomption » (Aufhebung) absolue dans laquelle toutes les déterminations et leurs contradictions sont annulées et préservées, dans ce que Hegel nomme « l'unité de l'unité et de la différence ». Annulées parce que, en tant que déterminations particulières, ces déterminations se révèlent fausses dans la mesure où elles ne sont pas la Vérité complète. Préservées parce que leur finitude, leur relativité et leur contradiction interne sont les pièces nécessaires, ou les moments, de l'Absolu, qui seul se présente comme la Vérité en tant que telle.
L'Absolu inclut tout en lui-même - même le rien (le non-être) ne peut être en dehors de lui. On ne peut pas avoir le tout, le résultat, le contenu et l'unité d'un côté, et les parties, le processus, la forme ou la différence de l'autre. Saisir un concept qui doit tout contenir avec sa différence et sa contradiction, mais qui n'est pas une abstraction vide (comme l'être pur), est l'un des grands obstacles à la compréhension de la philosophie de Hegel. Ce tout est un tout qui n'est le tout qu'en vertu de ses parties, et ses parties ne sont les parties qu'en vertu de leur place respective dans le tout. L'unité n'en est une qu'en vertu des différences qu'elle comporte, et lesdites différences ne sont des différences qu'en tant qu'elles se trouvent dans un tout uni.
Toutes choses participent de l'Absolu, mais aucune chose particulière n'est le terrain privilégié de l'Absolu. L'Absolu en tant que tel n'est pas tel ou tel point de vue, comme les concepts relatifs qui le composent, car le Concept absolu est le tout dans lequel tous les autres concepts sont relatifs en tant que parties. Son contenu conceptuel dès lors n'est rien d'autre que l'ensemble du système de concepts scientifiques pleinement développés et, par conséquent, il n'a pas de définition autre que tout ce développement.

## L'Absolu en soi de l'Idéalisme
Dans la pensée de l'Idéalisme, l'« Absolu » en soi (avec majuscule), quelles que soient les formes qu'il emprunte selon les auteurs, joue toujours le rôle de fondement. Toutefois Jean-Louis Vieillard-Baron note que seuls Schelling et Hegel se tournent résolument vers le problème de l'Absolu, alors que Kant et Fichte restent préoccupés par le fondement a priori du savoir scientifique.

### L'Absolu comme fondement du système idéaliste
La scission entre le sujet et l'objet que Kant avait clairement exposée est surmontée par ses successeurs qui ne veulent plus voir dans cette scission qu'un moment de l'histoire destiné à être dépassé. Pour eux la vérité primordiale de cette histoire c'est l'unité radicale du sujet et de l'objet, ainsi que le montre Hegel, pour qui l'objet de la métaphysique doit être de les réunifier au sein du « Savoir Absolu ».

### Les caractères généraux de l'Absolu
Le Dictionnaire des Concepts philosophiquesmet en avant trois caractéristiques de cet Absolu :

#### L'Absolu est indéterminé
Comme il échappe à toute détermination, l'Absolu est nécessairement unique. Tout discours sur l'Absolu ne serait qu'une suite de négations le désignant comme l'absolument inconnaissable.

#### L'Absolu est l'être en tant que tel
« Paradoxalement l'absoluité lorsqu'elle concerne l' Être et en accompagne les déterminations caractérise positivement le Divin ». Absolu, qualifie aussi l'Être lui-même, celui qui subsiste par soi et à qui tous les autres doivent d'être, constitué positivement par opposition aux êtres dépendants, dans cette vision il reste inscrit dans une relation avec quelque chose d'autre que soi-même.

#### L'Absolu est sujet
De l'absolu en ce premier sens, c'est-à-dire, relatif, la philosophie a fait un usage constant depuis son origine grecque. Avec l'Idéalisme allemand , remarque Martin Heidegger on entre dans une tout autre conception . Avec ce concept les penseurs de l'Idéalisme ont l'ambition de couvrir une « Totalité » (que ce soit l'être total avec la Naturphilosophie, le Moi-absolu de Fichte ou le Savoir absolu de Hegel). Il s'ensuit que l'« Absolu » est entendu comme dépourvu de tout rapport à ce qui est autre que lui, que ce soit positivement ou négativement. « L'« Absolu », est absolument lui-même, lorsque la relation à l'autre est comprise dans « le même » et se trouve de ce fait surmontée ». Comme dans l'Idéalisme l'Absolu, même dans sa forme négative, n'est rapporté à rien d'autre qu'à lui-même, il n'est par conséquent plus nécessaire de souligner qu'il est sans lien, « il est totale et pure intuition intellectuelle » dans le particulier. « D'ailleurs aussi longtemps que nous viserons l'absolu à titre de chose , l'absolu ne se laissera pas penser, car il n'y a pas de chose absolue » conclut Heidegger.

## Les voies d'accès à l'absolu en soi

### La voie d'accès négative
« La philosophie négative qui passe par l'« exhaustion » des possibles est le Savoir où l'esprit part du contingent, du potentiel élémentaire, traverse toute la gamme des possibles pour aboutir à l'Être lui-même en tant qu'essence suprême. La philosophie positive adopte la voie opposée. Elle part de l'Absolu elle chemine à travers les êtres, les essences existantes et au terme de la descente elle reconnaîtra l'Absolu qui est à l'origine de sa déduction comme le Dieu créateur ».

### La voie d'accès positive
Depuis Kant on sait qu'aucune expérience sensible de l'absolu en soi n'est possible. Derrière les représentations fondamentales de Dieu, du Monde et de l'homme nous dit Martin Heidegger à l'écoute de Kant « il y a bien quelque chose, un aliquid, qui est pensé au sein de ces idées [] qui ne peut avoir été librement forgé par la pensée, mais est su d'un véritable savoir ». L'idéalisme du début du XIXe siècle présuppose qu'il y a un savoir de la « Totalité » qui « porte et détermine tout autre savoir, qui est le Savoir au sens propre et occupe le premier rang [] Ce savoir détermine Kant est « Intuition », représentation immédiate dans son étantité et sa présence-à-soi ».
La première condition pour exercer l'intuition intellectuelle -celle sur laquelle Schelling insiste sans cesse- consiste écrit Heidegger à se libérer de l'attitude et de la démarche quotidienne où l'on se borne à prendre connaissance des choses..
Schelling s'appuie sur l'Intuition alors que Hegel qui la récuse en raillant le formalisme vide dans lequel Schelling se complaît ironise en parlant de « nuit des vaches noires » rapporte Xavier Tilliette. Pour lui, l'« Absolu » est essentiellement sujet (à déterminer) et résultat, l'Absolu est en bout de course du processus et non pas illumination originaire.